# 小行星6373
小行星6373（英語：6373 Stern）是一颗围绕太阳公转的小行星。1986年3月5日，愛德華·鮑威爾在可可尼诺县发现了此天体。
这颗小行星的绝对星等为183.4154152107642等。